# Jürgen Vogel

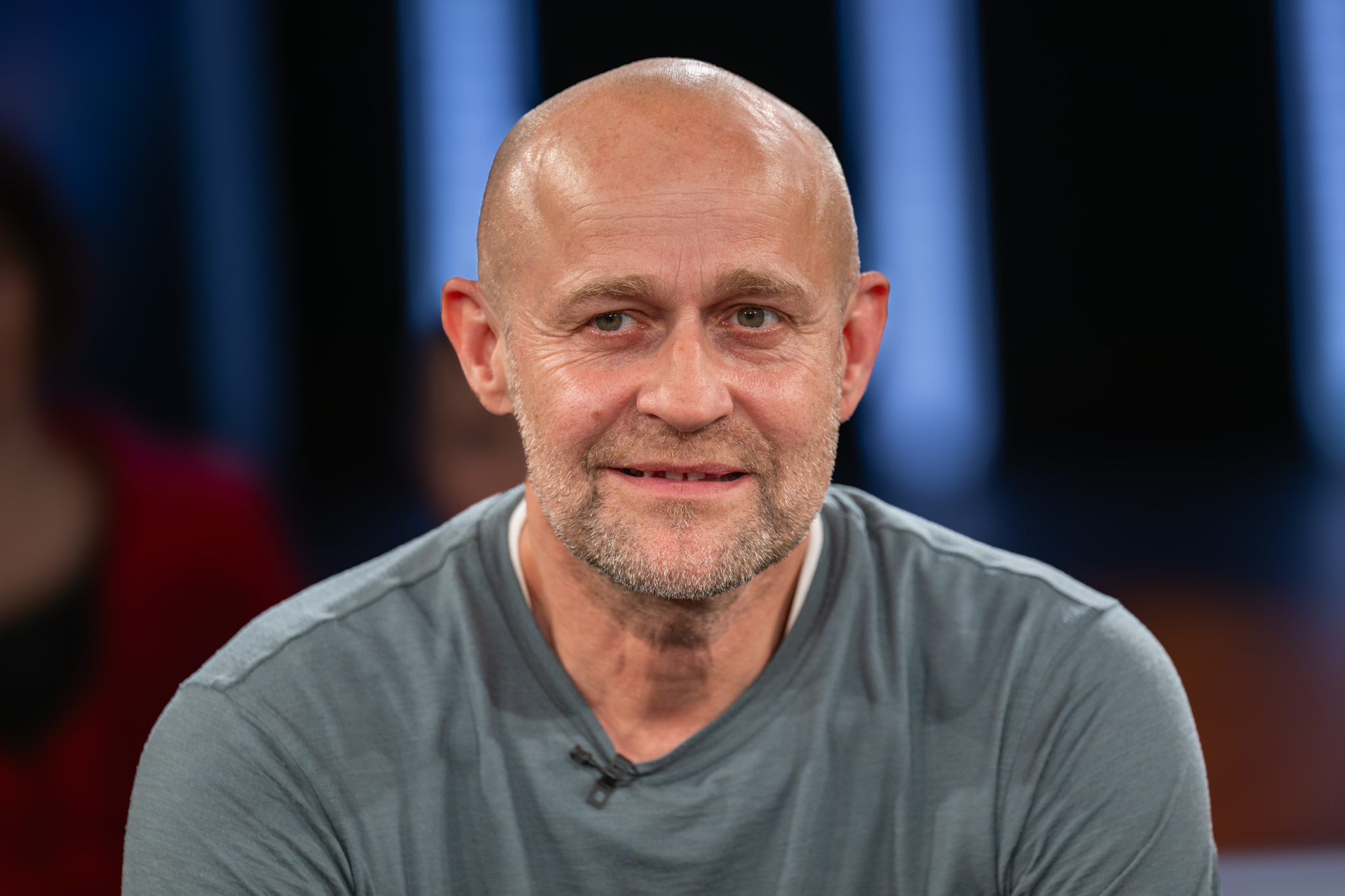
Jürgen Vogel (2024)

Jürgen Peter Vogel (* 29. April 1968 in Hamburg) ist ein deutscher Schauspieler, Drehbuchautor, Filmproduzent und Sänger. Seinen Durchbruch hatte er 1992 als Tellerwäscher ‚Ingo Hermann‘ in Sönke Wortmanns Filmkomödie Kleine Haie.

## Leben

### Herkunft und Ausbildung
Jürgen Vogel ist der Sohn eines Hamburger Kellners und einer Hausfrau. Er wuchs zusammen mit zwei Schwestern und einem Bruder, dem Hamburger Künstler Nico Vogel, im Stadtteil Schnelsen auf. Mit neun posierte er für Kindermoden beim Otto-Versand. Im Alter von 15 Jahren zog er von zu Hause aus. Nach der Mittleren Reife besuchte er einen Tag lang eine Schauspielschule in München und zog 1985/1986 nach West-Berlin, wo er mit dem Schauspieler Richy Müller zwei Jahre in einer Wohngemeinschaft lebte. Nach eigenen Angaben wurde Vogel auch durch den Film Taxi Driver mit Robert De Niro inspiriert. In unregelmäßigen Abständen fand er Engagements als Darsteller in Film- und Fernsehproduktionen, daneben hatte er Jobs wie Beikoch in einer Großküche, Paketausfahrer bei der Post und Aufpasser bei einem Partyservice.

### Privates
Vogel wurde 1988 Vater einer Tochter. 1997 heiratete er Madeleine Sommerfeld, adoptierte ihre beiden Söhne und bekam mit ihr eine weitere Tochter (* 1999). Mit der Kamera- und Regieassistentin Michelle Gornick bekam er einen Sohn (* 2009), mit seiner Verlobten (seit 2019), der Schauspielerin Natalia Belitski, zwei Töchter (* 2019, * 2022). Er wohnt in Berlin-Charlottenburg. Laut eigenen Angaben in der ARD-Sendung Quizduell vom 1. August 2025 hat er sieben Kinder und sechs Enkelkinder.

### Engagement
Vogel unterstützt seit 2018 als Schirmherr die Arbeit des Selbsthilfevereins Angelman e. V. für Familien, die vom seltenen genetischen Angelman-Syndrom betroffen sind.

## Werdegang

### Schauspiel

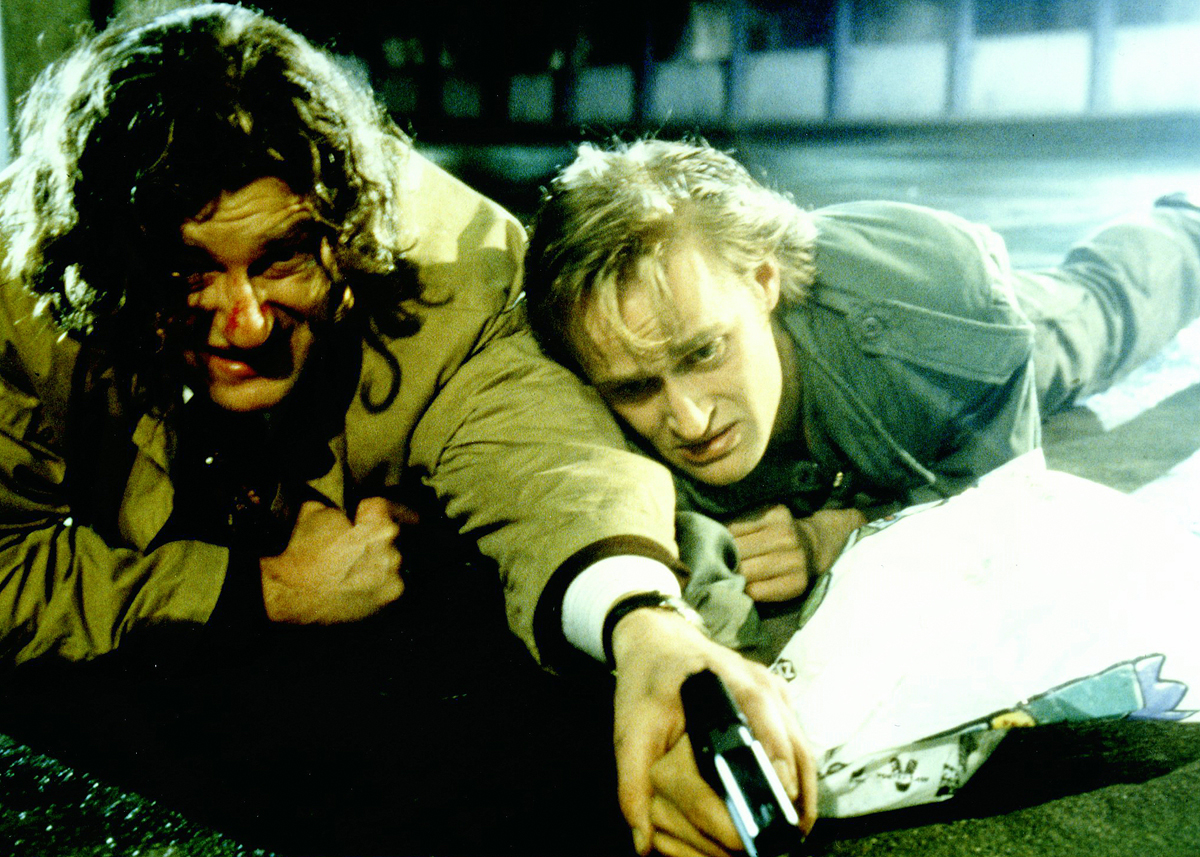
Dominic Raacke und Jürgen Vogel in Polizeiruf 110: Kleine Dealer, große Träume, 1996

Sein Schauspieldebüt gab Vogel im Alter von 17 Jahren als Eishockeyspieler Lutz in der deutsch-niederländischen ZDF-Fernsehserie Bas-Boris Bode. Für seine Rolle als arbeitsloser Emil in dem in der Wirtschaftskrise zu Beginn der 1930er Jahre spielenden Kriminalfilm Rosamunde erhielt er 1989 den Bayerischen Filmpreis als „Bester Nachwuchsdarsteller“. Zu Beginn der 1990er Jahre verkörperte er in zahlreichen Spielfilmen meist jugendliche oder kleinbürgerliche Delinquenten. 1992 gelang ihm mit Sönke Wortmanns Filmkomödie Kleine Haie in der Rolle des Tellerwäschers Ingo Hermann sein endgültiger Durchbruch. Für seine dortige schauspielerische Leistung bekam er erneut den Bayerischen Filmpreis verliehen, diesmal in der Kategorie „Bester Darsteller“. 1994 besetzte ihn Rainer Kaufmann in der Rolle des drogensüchtigen Max der Hamburger Stricherszene in seinem Filmdrama Unschuldsengel. 1996 gründete er zusammen mit Matthias Glasner die Schwarzweiss Filmproduktion in Berlin. In dem von dieser Firma im Gründungsjahr produzierten Film Sexy Sadie spielte er einen Serienmörder. Unter Rainer Kaufmann arbeitete er 1997 erneut in der Ingrid-Noll-Romanverfilmung Die Apothekerin, wo er an der Seite von Katja Riemann den Zahnmedizinstudenten Levin Graber verkörperte. In Bernd Böhlichs Fernsehdrama Der Kindermord war er im selben Jahr als alkohol- und tablettenabhängiger Familienvater, der unter starken Wahnvorstellungen leidet und dessen zwei Kinder vermisst werden, zu sehen. Ebenfalls 1997 brachte ihm seine Darstellung des unglücklichen Fleischers Jan Nebel in der Filmkomödie Das Leben ist eine Baustelle den Deutschen Filmpreis ein.
Für seine Gesamtleistung als Schauspieler, Koautor und Koproduzent des Filmes Der freie Wille wurde er 2006 mit einem Silbernen Bären ausgezeichnet. 2008 spielte er in Dennis Gansels Filmdrama Die Welle nach dem gleichnamigen Roman von Morton Rhue den Lehrer Rainer Wenger, der seiner Schulklasse in einem von ihm konzipierten Sozialexperiment vorführt, wie autokratische faschistoide gesellschaftliche Strukturen entstehen. Für diese Rolle erhielt er 2009 den Jupiter-Filmpreis als „Bester Darsteller Deutschland“. Von 2009 bis 2011 war Vogel als Nachfolger von Cordula Stratmann Hauptmieter in der Sat.1-Impro-Comedy Schillerstraße. 2016 übernahm er neben Iris Berben und Anna Maria Mühe in dem von Dror Zahavi inszenierten ZDF-Zweiteiler Familie! die Rolle des untreuen Sternekochs Lennart Behrwaldt. 2019 war Vogel neben Bettina Lamprecht und Walter Kreye in der Rolle des Kurt Fankhauser als einer der Hauptdarsteller in der für VOX von Till Franzen produzierten Serie Das Wichtigste im Leben zu sehen. Im selben Jahr übernahm er in der neunten Staffel von Pastewka eine Gastrolle.
Vogel gastierte im Verlauf seiner Karriere vor der Kamera in zahlreichen Fernsehserien, u. a. in Der Fahnder, Tatort, Hecht & Haie, Polizeiruf 110, Ein Fall für zwei, Rosa Roth und Nachtschicht.
2003 zählte er mit zu den Gründungsmitgliedern der Deutschen Filmakademie.

### Fernsehaktivitäten
- Für den Sender DMAX testete Vogel im Jahr 2007 in der Sendung Fat Machines, bestehend aus neun Folgen, große Fahrzeuge wie Panzer, Baumaschinen oder U-Boote.[14]
- Vogel saß in der Jury von Michael „Bully“ Herbigs Castingshow Bully sucht die starken Männer bei ProSieben.
- Für die Berliner Rockband Beatsteaks spielte Vogel 2004 unter der Regie von Zoran Bihać in dem Musikvideo zum Song Hello Joe.
- 2009 war Jürgen Vogel in Werbespots für die Sparkasse zu sehen.[15]
- Ab Ende 2012 trat Vogel regelmäßig als Sidekick in der Harald Schmidt Show auf.
- Jürgen Vogel war bereits vierzehn Mal zu Gast in der Quizshow Wer weiß denn sowas?.
- Von der 35. Ausgabe von Klein gegen Groß im Jahr 2019 bis zur 45. Sendung 2021 gab es in der Sendung als ständige Rubrik „Klein gegen Vogel“. Ein Kind trat dabei in einem Duell gegen Jürgen Vogel an.
- Im Jahr 2024 wurde er für die Verleihung des Deutschen Filmpreises als einer von sieben Co-Gastgebern ausgewählt.[16]

### Hansen Band
Für den halbdokumentarischen Musikfilm Keine Lieder über Liebe gründete Vogel im Jahr 2005 zusammen mit Thees Uhlmann, Marcus Wiebusch, Felix Gebhard und Max Schröder die zunächst fiktive Hansen Band. Diese tourte zweimal, bevor der Film offiziell startete. Am 21. Oktober 2005 erschien ihr Album Keine Lieder über Liebe.

## Filmografie

### Kino
- 1986: Novemberkatzen
- 1988: A.D.A.M.
- 1989: Bumerang-Bumerang
- 1989: Rosamunde
- 1992: Kleine Haie
- 1992: Kinderspiele
- 1992: Schuld war nur der Bossa Nova
- 1993: Three Shake-a-Leg Steps to Heaven
- 1993: Domenica
- 1993: Durst
- 1994: Wachtmeister Zumbühl
- 1994: Ausgerechnet Zoé
- 1995: Die Mediocren
- 1996: Stille Nacht – Ein Fest der Liebe
- 1996: Sexy Sadie
- 1997: Fräulein Smillas Gespür für Schnee
- 1997: Das Leben ist eine Baustelle
- 1997: Die Apothekerin
- 1998: Das Mambospiel
- 1998: Fette Welt
- 2000: Zornige Küsse
- 2000: Manila
- 2001: Emil und die Detektive
- 2001: Sass
- 2002: Nogo
- 2002: Nackt
- 2002: Scherbentanz
- 2003: Good Bye, Lenin!
- 2003: Poem – Ich setzte den Fuß in die Luft und sie trug
- 2003: Rosenstraße
- 2003: Mein Name ist Bach
- 2005: Keine Lieder über Liebe
- 2005: Barfuss
- 2006: Der freie Wille
- 2006: Emmas Glück
- 2006: Paulas Geheimnis
- 2006: TKKG – Das Geheimnis um die rätselhafte Mind-Machine
- 2006: Ein Freund von mir
- 2006: Wo ist Fred?
- 2007: Die Schatzinsel
- 2007: Keinohrhasen
- 2008: Die Welle
- 2009: Männersache
- 2009: Schwerkraft
- 2009: Wickie und die starken Männer
- 2009: This Is Love
- 2010: Boxhagener Platz
- 2010: Transit
- 2010: Die kommenden Tage
- 2011: Hotel Lux
- 2012: Gnade
- 2013: Quellen des Lebens
- 2013: Ostwind – Zusammen sind wir frei
- 2014: Stereo
- 2014: Hin und weg
- 2014: Schoßgebete
- 2015: Ostwind 2
- 2017: Der Mann aus dem Eis
- 2017: Bullyparade – Der Film
- 2017: Hexe Lilli rettet Weihnachten
- 2018: So viel Zeit
- 2019: Club der roten Bänder – Wie alles begann
- 2019: Die drei !!!
- 2020: Futur Drei
- 2020: Gott, du kannst ein Arsch sein!
- 2020: Es ist zu deinem Besten
- 2021: Es ist nur eine Phase, Hase
- 2023: Caveman
- 2023: Der Pfau

### Fernsehen

#### Fernsehfilme
- 1986: Seine letzte Chance
- 1987: Reichshauptstadt – privat
- 1987: Kinder aus Stein
- 1987: Der Werwolf von W.
- 1989: Nachtfeuer
- 1989: Der Schnee der Anden
- 1992: Schuld war nur der Bossa Nova
- 1993: Dann eben mit Gewalt
- 1993: Schicksalsspiel
- 1993: Polski Crash
- 1994: Die Schamlosen
- 1994: Angst
- 1994: Ausgerechnet Zoé
- 1994: Unschuldsengel
- 1995: Am Morgen danach
- 1995: Der Mörder des Babysitters
- 1996: Charley’s Tante
- 1997: Buddies – Leben auf der Überholspur
- 1997: Der Kindermord
- 1998: Der Pirat
- 1999: Ein großes Ding
- 2000: Das Phantom
- 2002: Der Freund meiner Mutter
- 2003: Der Aufstand
- 2003: Die Geisel
- 2004: Außer Kontrolle
- 2004: Die Kirschenkönigin (Dreiteiler)
- 2005: Das geheime Leben meiner Freundin
- 2006: Mutterglück
- 2007: Duell in der Nacht
- 2008: Alte Freunde
- 2009: Zwölf Winter
- 2010: Tod in Istanbul
- 2011: Die Stunde des Wolfes
- 2012: Tod einer Polizistin
- 2013: Das Adlon. Eine Familiensaga (Dreiteiler)
- 2014: Die Flut ist pünktlich
- 2015: Vertraue mir
- 2015: Der weiße Äthiopier
- 2016: Familie! (Zweiteiler)
- 2016: Winnetou – Der Mythos lebt (Dreiteiler)
- 2020: Die Hexenprinzessin
- 2022: Broll + Baroni – Für immer tot

#### Fernsehserien und -reihen
- 1985: Bas-Boris Bode (5 Folgen)
- 1988; 1992: Der Fahnder (verschiedene Rollen, 2 Folgen)
- 1989: Eurocops (Folge Evelyns Traum)
- 1990: Tatort: Rendezvous
- 1991: Tatort: Blutwurstwalzer
- 1993: Hecht & Haie (Folge Rosenkavaliere)
- 1993: Die Männer vom K3 (Folge Tanz auf dem Seil)
- 1994: Faust: Rechtsaußen
- 1994: Polizeiruf 110: Kiwi und Ratte
- 1995: Ein Fall für zwei (Folge Mordsgefühle)
- 1995: Doppelter Einsatz (Folge Faustpfand)
- 1995: Polizeiruf 110: Sieben Tage Freiheit
- 1996: Polizeiruf 110: Kleine Dealer, große Träume
- 1996: Rosa Roth – Verlorenes Leben
- 1996: Die Drei (Folge Marion mit den blauen Augen)
- 1997: A.S. – Gefahr ist sein Geschäft (Folge Umarmung mit dem Tod)
- 2002: Tatort: Flashback
- 2004: Tatort: Der vierte Mann
- 2005: Tatort: Wo ist Max Gravert?
- 2007: KDD – Kriminaldauerdienst (9 Folgen)
- 2009–2011: Schillerstraße
- 2013: Ein starkes Team: Die Frau im roten Kleid
- 2013: Rosa Roth – Der Schuss
- 2015: Blochin – Die Lebenden und die Toten
- 2015: Tatort: LU
- 2016: Nachtschicht – Ladies First
- 2017: Schuld nach Ferdinand von Schirach (Folge 2.4 Familie)
- 2017: Tatort: Der wüste Gobi
- 2018: Polizeiruf 110: Demokratie stirbt in Finsternis
- 2018: The Team (8 Folgen der Staffel 2)
- 2019: Pastewka (1 Folge)
- 2019: Das Wichtigste im Leben (10 Folgen)
- 2020: Löwenzahn (Folge Lampenfieber)
- seit 2021: Jenseits der Spree (Fernsehserie, Serienhauptrolle)
- 2021: KBV – Keine besonderen Vorkommnisse (Fernsehserie)
- 2024: Informant – Angst über der Stadt (Fernsehserie)
- 2024: Nachts im Paradies

## Auszeichnungen
- 1989: Bayerischer Filmpreis – Bester Nachwuchsdarsteller in Rosamunde
- 1992: Bayerischer Filmpreis – Bester Darsteller in Kleine Haie
- 1994: Telestar für Dann eben mit Gewalt
- 1997: Deutscher Filmpreis – Beste männliche Hauptrolle in Das Leben ist eine Baustelle
- 1998: Deutscher Shooting Star
- 2000: Jupiter – Bester TV-Star
- 2001: Adolf-Grimme-Preis im Wettbewerb Fiktion & Unterhaltung sowie Publikumspreis der Marler Gruppe für Das Phantom
- 2003: Goldene Kamera – Bester deutscher Schauspieler in Nackt und Scherbentanz
- 2006: 42. Chicago International Filmfestival – Silver Hugo Award – Best Actor in Der freie Wille
- 2006: Tribeca Film Festival, New York – Bester Schauspieler für die Hauptrolle in Der freie Wille
- 2006: Silberner Bär in der Kategorie Besondere künstlerische Leistung in Der freie Wille
- 2007: Bayerischer Filmpreis – Bester Hauptdarsteller in Emmas Glück
- 2007: Ernst-Lubitsch-Preis für seine Rollen in Ein Freund von mir und Wo ist Fred?
- 2008: Nominierung für den Europäischen Filmpreis 2008 als Bester Darsteller in Die Welle
- 2009: Jupiter als Bester Darsteller Deutschland in Die Welle
- 2010: Herbert-Strate-Preis
- 2019: Emder Schauspielpreis